# Ammoxenus kalaharicus
Ammoxenus kalaharicus is een spinnensoort uit de familie bodemjachtspinnen (Gnaphosidae). De soort komt voor in Botswana en Zuid-Afrika.